# Gran Premi dels Estats Units de motociclisme de 2009
El Gran Premi dels Estats Units de motociclisme 2009 va ser el vuitè gran premi de la temporada 2009 de motociclisme. Es va disputar entre el 3 i el 5 de juliol del 2009 al Circuit de Laguna Seca a Califòrnia, Estats Units. En aquest Gran Premi només es va competir en la categoria de MotoGP.

## Resultats MotoGP
| Posició | Dorsal | Pilot            | Constructor | Voltes | Temps                | Graella | Punts |
| ------- | ------ | ---------------- | ----------- | ------ | -------------------- | ------- | ----- |
| 1       | 3      | Dani Pedrosa     | Honda       | 32     | 44:01.580            | 4       | 25    |
| 2       | 46     | Valentino Rossi  | Yamaha      | 32     | +0.344               | 2       | 20    |
| 3       | 99     | Jorge Lorenzo    | Yamaha      | 32     | +1.926               | 1       | 16    |
| 4       | 27     | Casey Stoner     | Ducati      | 32     | +12.432              | 3       | 13    |
| 5       | 69     | Nicky Hayden     | Ducati      | 32     | +21.663              | 8       | 11    |
| 6       | 24     | Toni Elías       | Honda       | 32     | +22.041              | 6       | 10    |
| 7       | 5      | Colin Edwards    | Yamaha      | 32     | +30.201              | 7       | 9     |
| 8       | 7      | Chris Vermeulen  | Suzuki      | 32     | +32.857              | 9       | 8     |
| 9       | 14     | Randy de Puniet  | Honda       | 32     | +40.325              | 14      | 7     |
| 10      | 33     | Marco Melandri   | Kawasaki    | 32     | +48.028              | 11      | 6     |
| 11      | 15     | Alex de Angelis  | Honda       | 32     | +48.810              | 12      | 5     |
| 12      | 88     | Niccolò Canepa   | Ducati      | 32     | +1:18.531            | 16      | 4     |
| Ret     | 4      | Andrea Dovizioso | Honda       | 6      | Accident             | 5       |       |
| Ret     | 59     | Sete Gibernau    | Ducati      | 6      | Accident             | 13      |       |
| Ret     | 65     | Loris Capirossi  | Suzuki      | 3      | Accident             | 10      |       |
| Ret     | 41     | Gábor Talmácsi   | Honda       | 3      | Accident             | 17      |       |
| DSQ     | 52     | James Toseland   | Yamaha      |        | Ignorar penalització | 15      |       |